# Talking Timbuktu
Albums de Ali Farka Touré
The Source
(1993) Radio Mali
(1996)
Talking Timbuktu est le septième album d'Ali Farka Touré, en duo avec Ry Cooder. Sorti en 1994 sur le label World Circuit, cet album a notamment reçu un Grammy Award en 1995.

## Titres de l'album
| No  | Titre    | Durée |
| --- | -------- | ----- |
| 1.  | Bonde    |       |
| 2.  | Soukora  |       |
| 3.  | Gomni    |       |
| 4.  | Sega     |       |
| 5.  | Amandrai |       |
| 6.  | Lasidan  |       |
| 7.  | Keito    |       |
| 8.  | Banga    |       |
| 9.  | Ai Du    |       |
| 10. | Diaraby  |       |

## Distinctions
Lors des  Grammy Awards 1995, Talking Timbuktu a été récompensé par le prix du meilleur album de musique du monde.
L'album est cité dans l'ouvrage de référence de Robert Dimery Les 1001 albums qu'il faut avoir écoutés dans sa vie.